# 교쿠로

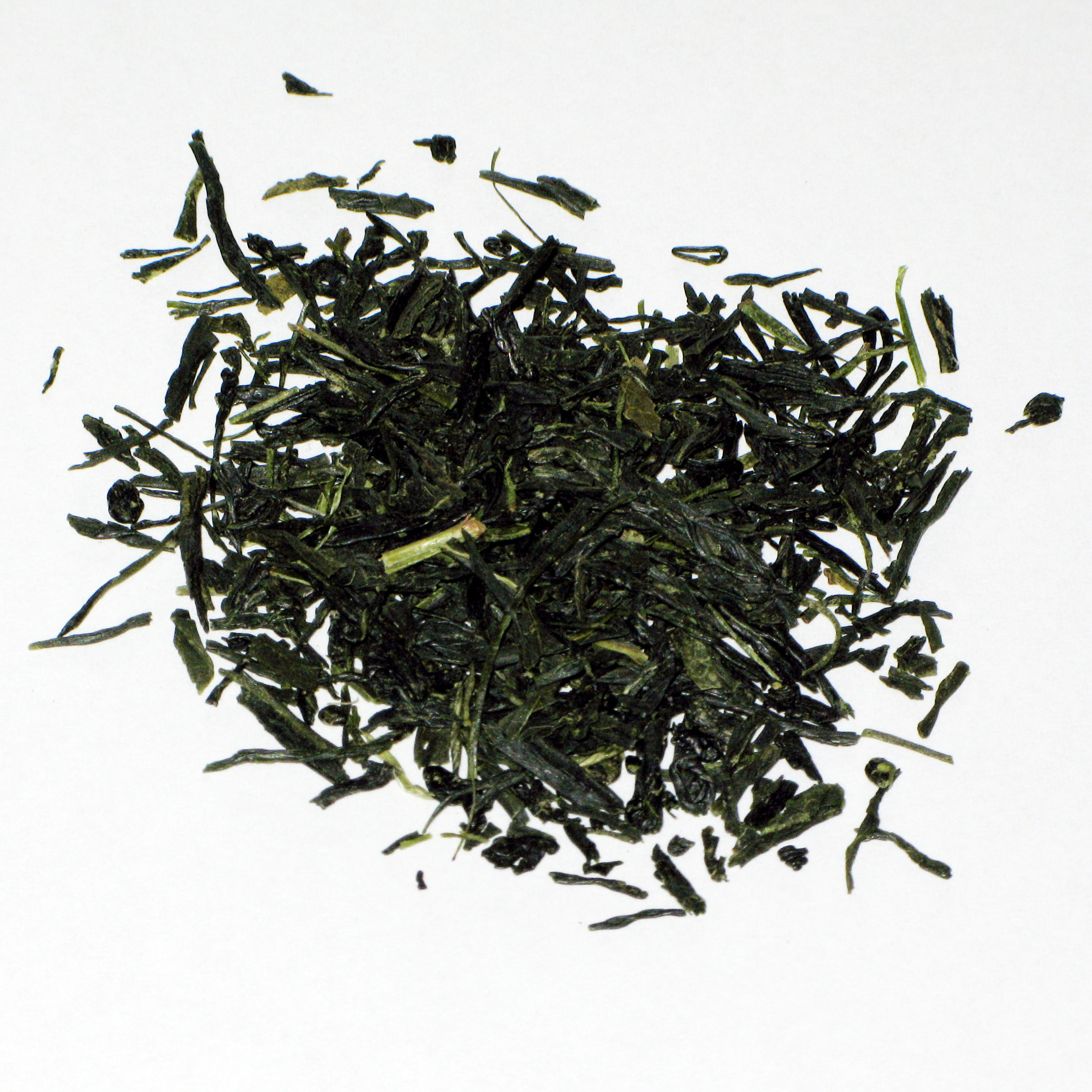
구키차의 찻잎

구키차(玉露)는 일본에서 마시는 녹차의 일종이다. 햇볕이 잘 드는 곳이 아닌 그늘에서 재배된다는 점에서 표준 센차와 다르다. 교쿠로는 일본에서 가장 비싼 센차의 종류 중 하나이며, 교쿠로의 40% 이상이 야메시에서 생산된다.

## 같이 보기
- 녹차
- 테아닌